# Шінас (рудник)
Шінас (рудник) — колишнє рудодобувне підприємство, яке діяло на півночі Оману.
Наприкінці 1990-х років компанія National Mining Company (з 2010-го відома як Mawarid Mining) виявила родовище Шінас, що містило 1,57 млн тонн руди з середнім вмістом міді 0,72 %.  
Введення Шінас в розробку припало на 2008 рік. Видобуток вели відкритим способом, а отримана руда спрямовувалась на збагачувальну фабрику в Ласайлі.
До середини 2010-х запаси Шінас були відпрацьовані.